# Castro de Avelãs
Pour les articles homonymes, voir Castro et Avelãs.
Castro de Avelãs est une freguesia portugaise du concelho de Bragance, avec une superficie de 13,48 km2 pour une densité de 34,1 hab/km2 avec 460 habitants (2011).
Font partie de cette freguesia, en plus du village qui lui donna son nom, les villages de Fontes Barrosas et de Grandais.